# Parc dels aiguamolls del iSimangaliso
El Parc dels Aiguamolls de l'iSimangaliso (abans de l'1 de novembre del 2007 Santa Llúcia) és una reserva natural que inclou el llac de Santa Llúcia (36.000 hectàrees) i el seu estuari, diverses illes i una part de la reserva natural marina situada a la costa est de la província de KwaZulu-Natal, a Sud-àfrica. Està inscrit en la llista del Patrimoni de la Humanitat de la UNESCO des del 1999.

## El Parc
Situat a uns 275 quilòmetres al nord de Durban, és la zona tercera major protegida de Sud-àfrica, que s'estén 280 quilòmetres per la costa, de la frontera de Moçambic al nord fins a Mapelane, al sud de l'estuari del llac de Santa Llúcia, i compost per 3.280 km² d'ecosistemes naturals, gestionat per l'Autoritat d'iSimangaliso. El parc inclou:
- Llac de Santa Llúcia
- Reserva de caça de St. Lucia
- False Bay Park
- Kosi Bay
- Reserva Natural del Lake Etrza
- Lake Sibhayi
- St. Lucia Marine Reserve
- St. Lucia Marine Sanctuary
- Sodwana Bay National Park
- Mapelane Nature Reserve
- Maputaland Marine Reserve
- Cape Vidal
- Ozabeni
- Mfabeni
- Tewate Wilderness Area
- Mkuze Game Reserve

## Parc transfronterer
Està previst que el parc s'integri en un parc transfronterer, l'Àrea de Conservació transfronterera de Ponta do Ouro-Kosi Bay, a cavall entre Sud-àfrica, Moçambic i Swazilàndia. Aquest, al seu torn, ha d'esdevenir una part de l'Àrea de Conservació Transfronterera del Gran Lubombo.

## Biodiversitat
El parc va ser inscrit en la llista del Patrimoni de la Humanitat per la rica biodiversitat, ecosistemes únics i la bellesa natural en una àrea relativament petita. La raó de l'enorme diversitat de la fauna i flora és la gran varietat de diferents ecosistemes del parc, que van dels esculls de corall i platges de sorra als boscos subtropicals de dunes, sabana i aiguamolls. Al parc es troben l'elefant, el lleopard, el rinoceront blanc i negre, el búfal, i al mar, balenes, dofins i tortugues marines, incloent-hi el llaüt i la tortuga babaua.
Al parc també viuen uns 1.200 cocodrils del Nil i 800 hipopòtams.
Al desembre de 2013, després de 44 anys d'absència, també el lleó van ser reintroduït a iSimangaliso.
Hi ha grans afloraments d'esculls submarins on viuen peixos i coralls brillantment acolorits. Algunes de les diversitats coral·lines més espectaculars al món es troben a la badia de Sodwana. Els esculls estan habitats pels pops que canvien de color i calamars a punt per emboscar les seves preses. Ocasionalment gegantins taurons balena es poden veure lliscant per l'aigua, per recollir plàncton.
Quatre espècies de mol·luscs bivalves es troben al llac de Santa Llúcia, que constitueix una part important del parc.